# António José de Miranda Henriques
António José de Miranda Henriques, primeiro e único visconde de Sousel (Lisboa, na freguesia da Pena, aos 16 de dezembro de 1761 – 1.º de dezembro de 1835), foi um general português.

## Biografia
Membro da ilustre família Miranda Henriques, o Visconde de Sousel era filho de José Joaquim de Miranda Henriques, Moço Fidalgo (por alvará de 15 de fevereiro de 1724), governador das Armas do Minho, etc., e da sua mulher D. Ana Joaquina de Lancastre, filha de João de Saldanha da Gama, 41º Vice-Rei da Índia (1725-1732).
Seguindo a carreira militar, recebeu a patente de tenente-general, a 10 de janeiro de 1809, e a de marechal de Campo a 4 de junho de 1807. Foi um dos oficiais generais que lutaram em Portugal contra as tropas invasoras de Napoleão Bonaparte. Nessa época, foi o general responsável pela defesa da Beira Baixa, estabelecendo o seu quartel-general em Tomar em janeiro de 1809, tendo lutado ao lado do Lord Wellington e de Sir William Carr Beresford, marechais em Portugal.
Moço Fidalgo, com exercício no Paço, por alvará de 13 de março de 1769 (Registo Geral de Mercês, D. José I, liv.22, fl.220), do Conselho de D. Maria I, foi Senhor da Vila de Carapito e Codiceiro, alcaide-mor de Vilar Maior e Panóias, senhor de algumas comendas nas Ordens de Cristo e de Santiago, etc.
António José de Miranda Henriques casou-se em Lisboa, na freguesia de Santos-o-Velho, no oratório do palácio dos Viscondes de Asseca, a 6 de fevereiro de 1785, com sua prima Joana Maria do Resgate de Saldanha da Gama (c.g.).

### Título
Feito visconde de Sousel, do qual foi o primeiro titular, por decreto de 17 de Dezembro de 1811, do futuro rei D. João VI, então Príncipe-Regente.